# Hans Nibel

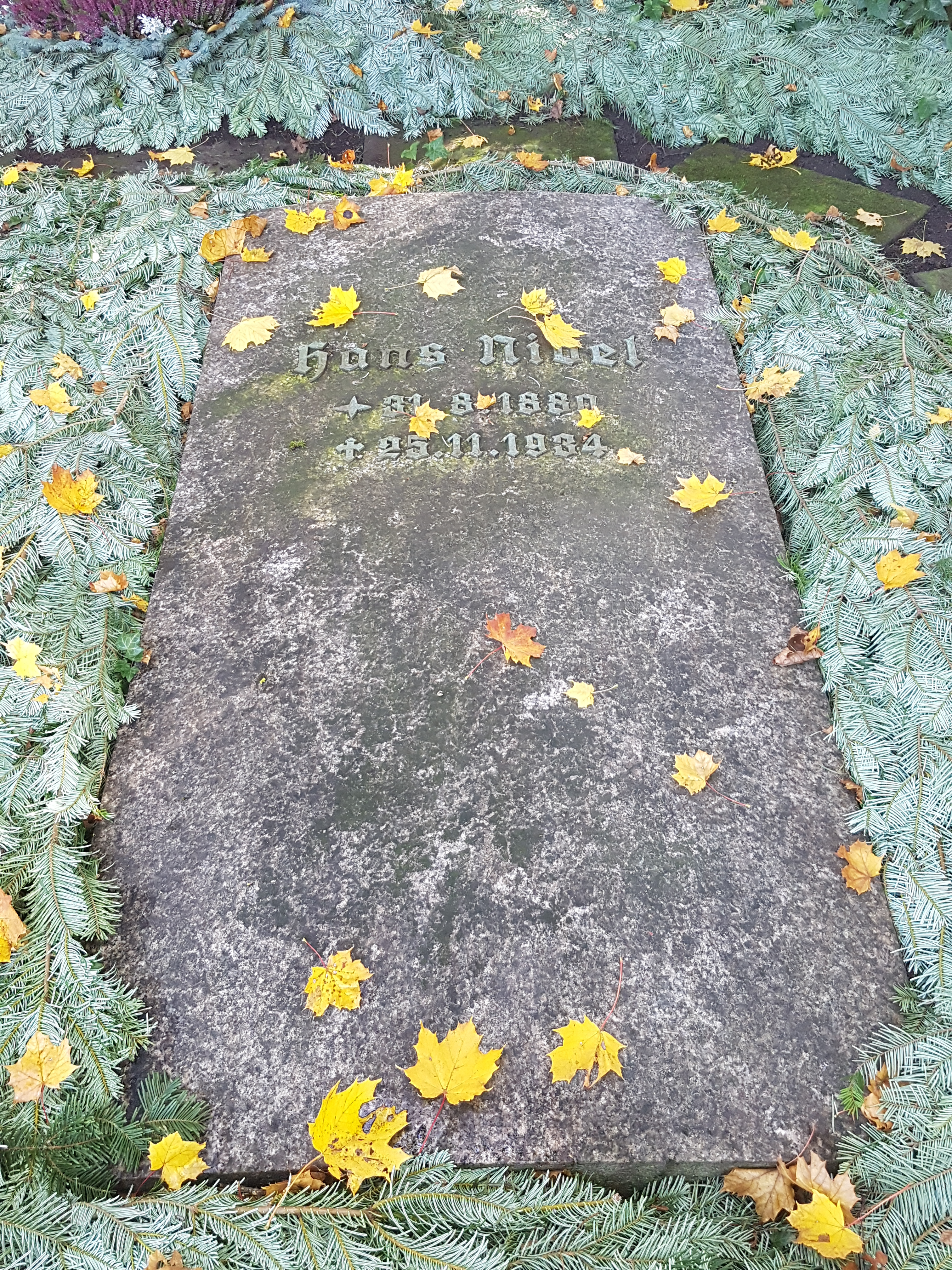
Grab auf dem Stuttgarter Pragfriedhof

Hans Nibel (* 31. August 1880 in Olleschau, Mähren; † 25. November 1934 in Stuttgart) war ein deutscher Maschinenbau-Ingenieur, der als Chefkonstrukteur und Vorstandschef der Benz & Cie. tätig war.

## Leben
Nibel wurde in Olleschau geboren, wo sein Vater Direktor einer Papierfabrik war. Dort erwachte Nibels technisches Interesse. Seine sehr guten Schulnoten, vor allem in den Fächern Mathematik, Physik und Zeichnen, gaben die ersten Hinweise auf seine Neigungen, die Nibel später beruflich einsetzte. Nibel studierte Maschinenbau an der Technischen Hochschule München und schloss mit dem akademischen Grad Diplom-Ingenieur ab. Seine ersten beruflichen Erfahrungen sammelte er bei verschiedenen kleineren Maschinenfabriken.
Am 1. März 1904 trat er bei Benz & Cie. eine Anstellung als Konstrukteur an. Später wurde er stellvertretender Bürochef, bereits 1908 erfolgte seine Beförderung zum Leiter der Konstruktionsabteilung. Unter seiner Verantwortung entstanden zahlreiche Fahrzeuge, wie zum Beispiel der 1910 vorgestellte Benz 6/14 PS. Ziel war es, das Unternehmen mit kleineren Typen auf eine breitere wirtschaftliche Basis zu stellen. Auch Fahrzeuge der Luxusklasse und der eng mit dem Namen Hans Nibel verbundene Blitzen-Benz entstanden dabei. Als Bestätigung der Verdienste seines Chefkonstrukteurs erhielt Benz & Cie. 1912 den Kaiserpreis für den besten deutschen Flugmotor, der damals ebenfalls im Lieferprogramm des Unternehmens enthalten war. Nibel wurde im Dezember 1911 Prokurist von Benz & Cie.

## Verdienste für das Automobil und das Unternehmen
Als Anerkennung für seine Verdienste und seine Leistungen für Benz & Cie. in den ersten Jahren des Ersten Weltkriegs wurde Hans Nibel im August 1917 als stellvertretendes Mitglied in den Vorstand von Benz & Cie. berufen. Viele Neukonstruktionen, die unter seiner Ägide entstanden, bestimmten das Bild des Produktionsprogramms, das während des Kriegs auf Militärbedarf umgestellt wurde. Nibel hatte damit Anteil daran, dass das Unternehmen erfolgreich durch die Kriegsjahre kam.
Im August 1922 bestellte Benz & Cie. Hans Nibel zum ordentlichen Vorstandsmitglied. Als Anerkennung für seine Verdienste als Konstrukteur und Techniker verlieh ihm im gleichen Jahr die Technische Hochschule Karlsruhe die Ehrendoktorwürde (als Dr.-Ing. E. h.). Gemeinsam mit dem Leiter des Mannheimer Konstruktionsbüros für Fahrgestelle, Max Wagner, baute Nibel 1922 mit den Benz-Tropfenwagen Fahrzeuge in Stromlinienform und mit hinterer Einzelradaufhängung, die bei internationalen Wettbewerben für Rennerfolge sorgten. Darüber hinaus beeinflusste er maßgeblich die Verwendung des Dieselmotors in Straßenfahrzeugen – 1922 stellte Benz & Cie. einen Ackerschlepper als erstes Diesel-Straßenfahrzeug der Welt vor. Mit dem Entstehen der Interessengemeinschaft von Benz & Cie. und der Daimler-Motoren-Gesellschaft (DMG) im Jahr 1924 trat Nibel auch in den Vorstand der DMG ein. Im gemeinsamen Konstruktionsbüro war er gleichberechtigt neben Ferdinand Porsche tätig, wobei dieser jedoch verantwortlich zeichnete. Nibel war ein starker Befürworter der Fusion beider Unternehmen, die 1926 erfolgte – woraufhin er in den Vorstand der neuen Daimler-Benz AG einzog. Ebenfalls 1926 verlegte er seine Tätigkeit endgültig ins Untertürkheimer Konstruktionsbüro des neuen Unternehmens. Als Ingenieur, aber auch als Vorstand des Unternehmens war er unter Führung des Vorstandsvorsitzenden Wilhelm Kissel einer der Protagonisten, die den Zusammenschluss der beiden ältesten Automobilhersteller der Welt erfolgreich meisterten.

## Technischer Direktor der Daimler-Benz AG
Zum 1. Januar 1929 wurde Nibel verantwortlicher Technischer Direktor in der Nachfolge von Ferdinand Porsche. Dessen Fahrzeugkonstruktionen verfeinerte er. So machten beispielsweise nicht zuletzt seine Verbesserungen aus dem Mercedes-Benz 8/38 PS Typ Stuttgart 200 (Baureihe W 02) ein erfolgreiches Auto, das der Marke in Zeiten der Weltwirtschaftskrise beachtliche Produktionszahlen sicherte. Die sportlichen Typen S, SS, SSK und SSKL (W 06, 1926–1934) sowie die noble „Nürburg“-Reihe (W 08, 1929–1939) verbesserte Nibel, so dass sich die einen im internationalen Sportgeschehen, die anderen im internationalen Markt der Luxusautomobile gut behaupteten. Mercedes-Benz schaffte es mit dem ersten „Großen Mercedes“ Typ 770 (W 07, 1930–1938), sich international Aufmerksamkeit zu verschaffen.
Der Typ 170 (W 15, 1931–1936) folgte. In diesem wurden wichtige Patente umgesetzt, wie zum Beispiel eine Einzelradaufhängung, die Einzelradlenkung und ein „Schnellganggetriebe“ nach dem System Mercedes-Benz-Maybach. Das Getriebe lieferte fast für jede Geschwindigkeit und Geländeverhältnisse die passende Übersetzung, zugleich wirkte es bei höheren Geschwindigkeiten drehzahl- und damit verbrauchsmindernd.
Diese und weitere Neuerungen flossen nach und nach auch in andere Modelle von Mercedes-Benz ein. Einstweiliger Höhepunkt war der 1932 präsentierte und gleichfalls von Nibel verantwortete Kompressor-Typ 380 (W 22), dessen Nachfolger die Typen 500 K / 540 K (W 29) waren.
Im Jahr 1934 wurde wieder das Antriebskonzept mit Heckmotor in einem Fahrzeug eingebaut: in den Typ 130 (W 23). Damals galt diese Konstruktion von Nibel als wegweisend, auch wenn es sich zusammen mit den weiterentwickelten Typen 150 (mit Mittelmotor) und 170 H, im Portfolio der Marke als etwas glücklos erwies. Erfolgreicher war dann der Mercedes-Benz 170 V (W 136, 1936–1942), den Nibel noch auf den Weg brachte – das erste Fahrzeug mit einem X-förmigen, leichten und stabilen Ovalrohr-Rahmen.

## Rennsport
Nibel machte auch bei Motorsportveranstaltungen auf sich aufmerksam. So erhielt er 1909 bei der Prinz-Heinrich-Fahrt den „Preis der Erbprinzessin von Sachsen“, 1912 bei der Internationalen Österreichischen Alpenfahrt die „Silberne Plakette“ und 1914 bei der Karpathenfahrt den „Preis des Ministeriums des Innern“. Der von Nibel für die 750-Kilogramm-Formel konstruierte Rennwagen (W 25) bescherte von 1934 bis 1937 mit Fahrern wie Rudolf Caracciola dem Unternehmen Rennerfolge und begründete zudem die Tradition der Silberpfeile.
Hans Nibel starb am 25. November 1934 an den Folgen eines Herzinfarkts und wurde auf dem Stuttgarter Pragfriedhof beigesetzt. Sein Nachfolger als Technischer Direktor bei Daimler-Benz wurde Max Sailer.
Zwei Jahre nach Nibels Tod präsentierte Mercedes-Benz den 260 D (W 138, 1936–1940), dessen Entwicklung er anfangs noch begleitet hatte. Nibels Konstruktionen wurden bis in die 1950er Jahre verwendet. Damit kann er als einer der einflussreichsten Automobilkonstrukteure nicht nur von Mercedes-Benz, sondern der gesamten Branche angesehen werden.